# Sarlóska
Sarlóska (1899-ig Sarluska, szlovákul Lužany, korábban Šarluhy) község Szlovákiában, a Nyitrai kerület Nagytapolcsányi járásában.

## Fekvése
Nagytapolcsánytól 12 km-re délnyugatra, a Vezekényi-patak mellett fekszik.

## Története
Területén a korai bronzkorhoz kapcsolható nyitrai kultúra csontvázas temetkezéseit és a velaticei kultúra sírjait tárták fel.
1113-ban a zoborhegyi kolostor birtokainak határleírásában "Sarlou" néven említik először. A falu maga 1399-ben "Sarlow" alakban tűnik fel először. 1409-ben "Nogsarlow" a neve. A 16. századig a nyitrai káptalan birtoka, később a Berényi családé. 1598-ban felégette a török. 1715-ben 8 ház állt a községben. 1787-ben 18 házában 144 lakos élt. 1828-ban 12 háza volt 156 lakossal, akik főként mezőgazdasággal foglalkoztak. 1849-ben Stift József sarluskai földbirtokost Pozsonyban kivégezték, amiért a szabadságharc oldalán agitált. 1877-től a Stummer és Leonhard családnak voltak itt nagyobb birtokai.
Vályi András szerint "SARLUSKA. Két falu Nyitra Várm. egyiknek földes Ura a’ Nyitrai Káptalanbéli Uraság, másiknak pedig G. Berényi, és több Urak; ez fekszik Rippényhez közel, mellynek filiája; ama’ pedig Üzbeghez közel, mellynek filiája; lakosaik katolikusok, és másfélék is, határbéli földgye egygyiknek jó, ’s Molnoséhoz majd hasonlító; de a’ másiké soványabb."
Fényes Elek szerint "Sarluska, tót falu, Nyitra vgyében, a thuróczi postautban. N. Ripényhez 1/4 órányira, 135 kath., 10 zsidó lak. F. u. gr. Berényi."
Nyitra vármegye monográfiája szerint "Sarluska, a vezekényi patak mellett az u. n. Kigyó-völgyben fekvő község. Lakosai túlnyomóan tótajkuak, számuk csupán 120, vallásuk r. kath. Postája Nagy-Rippény, táviró- és vasúti állomása Ludány. E község 1358-ban „Sarlow” néven említtetik. Földesurai a Berényiek voltak. Jelenleg Leonhardy Kurtnak van itt nagyobb birtoka."
A trianoni békeszerződésig Nyitra vármegye Nagytapolcsányi járásához tartozott.

## Népessége
| Év:            | 1994. | 2004.   | 2014.   | 2024.    |
| -------------- | ----- | ------- | ------- | -------- |
| Emberek száma: | 205   | 203     | 199     | 224      |
| Eltérés:       |       | -0,97 % | -1,97 % | +12,56 % |

| Év:            | 2023. | 2024.   |
| -------------- | ----- | ------- |
| Emberek száma: | 221   | 224     |
| Eltérés:       |       | +1,35 % |

1910-ben 119 lakosából 112 szlovák, 6 német és 1 magyar anyanyelvű volt.
2001-ben 204 szlovák lakosa volt.
2011-ben 203 lakosából 202 szlovák volt.
2021-ben 225 lakosából 223 szlovák, 1 magyar, (+1) cigány és 1 egyéb nemzetiségű volt.

## Külső hivatkozások
- E-obce.sk Archiválva 2008. december 16-i dátummal a Wayback Machine-ben
- Obce info.sk
- Sarlóska Szlovákia térképén